# Terkleppemolen
De Terkleppemolen is een watermolen nabij de tot de Oost-Vlaamse gemeente Brakel behorende plaats Everbeek-Beneden, gelegen aan Terkleppe 10.
Deze watermolen op de Kleppebeek van het type bovenslagmolen fungeerde als korenmolen.

## Geschiedenis
In 1449 en ook in 1597 werd melding gemaakt van een watermolen op deze plaats, die in bezit van de heerlijkheid Hazoten was. In 1933 vond een brand plaats in het molenaarshuis, wat daarna werd herbouwd. Tot omstreeks 1975 was nog een elektrische maalderij in bedrijf. In de jaren '80 van de 20e eeuw werd de molen, samen met enkele bijgebouwen, omgebouwd tot woonhuis.
Niettemin werd in de tuin één der vroegere molenvijvers opnieuw aangelegd. Ook de (elektrische) maalinstallatie werd gerenoveerd. Het metalen bovenslagrad is verwijderd.
- Inventaris van het Bouwkundig Erfgoed (Vlaanderen): 93987